# Sijua
Sijua è una suddivisione dell'India, classificata come census town, di 29.797 abitanti, situata nel distretto di Dhanbad, nello stato federato del Jharkhand. In base al numero di abitanti la città rientra nella classe III (da 20.000 a 49.999 persone).

## Geografia fisica
La città è situata a 23° 46' 60 N e 86° 19' 0 E e ha un'altitudine di 180 m s.l.m..

## Società

### Evoluzione demografica
Al censimento del 2001 la popolazione di Sijua assommava a 29.797 persone, delle quali 16.077 maschi e 13.720 femmine. I bambini di età inferiore o uguale ai sei anni assommavano a 4.079, dei quali 2.060 maschi e 2.019 femmine. Infine, coloro che erano in grado di saper almeno leggere e scrivere erano 18.331, dei quali 11.428 maschi e 6.903 femmine.